# Bagge von Boo

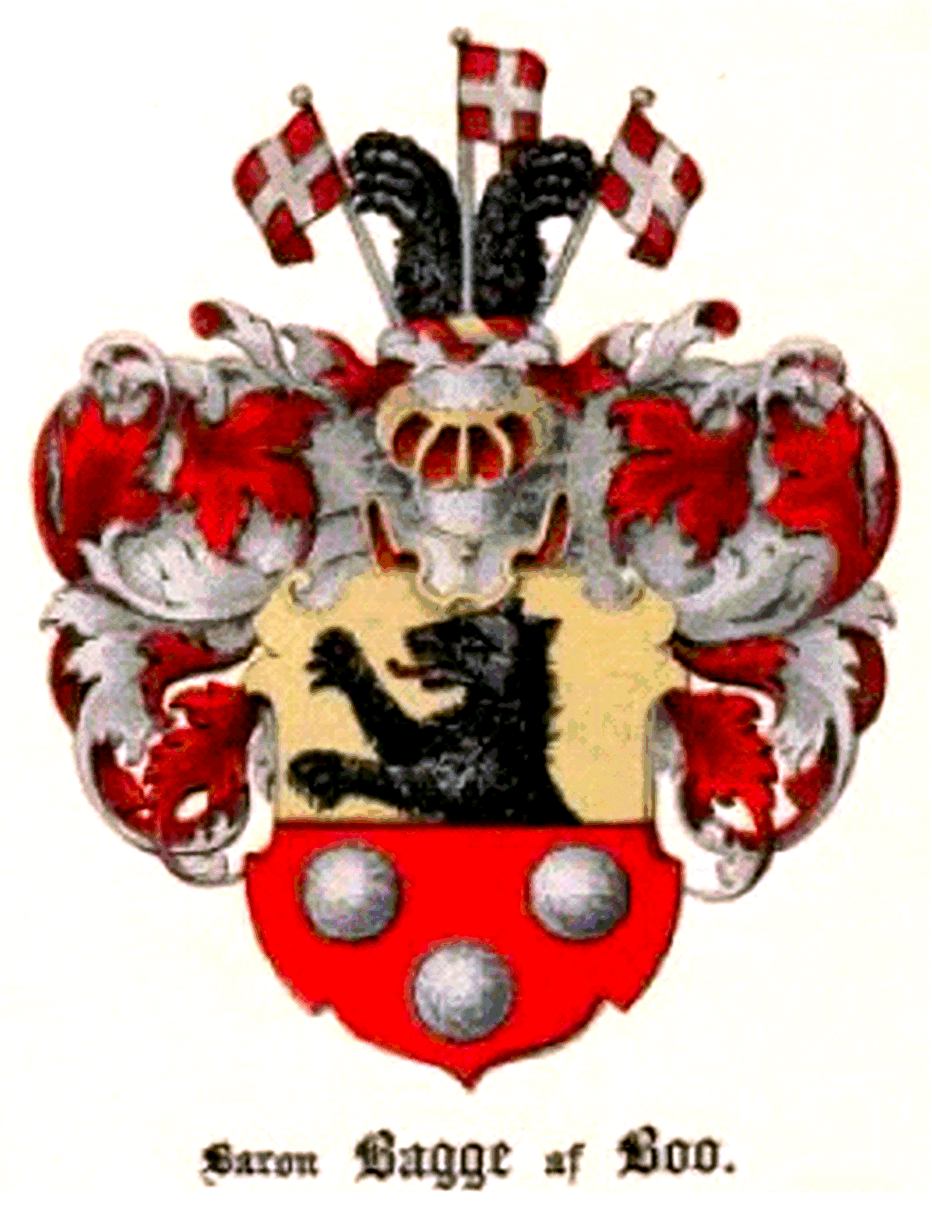
Wappen der Bagge af Boo

Bagge von Boo (auch Baage af Boo oder Bagge af Boo) ist der Name eines skandinavisch-baltischen Adelsgeschlechts, welches am 9. Juni 1556 in den schwedischen Freiherrenstand erhoben wurde. Sie wurden 1627 in die Adelsmatrikel (Nr. 202) der kurländischen Ritterschaft aufgenommen. Die Familie breitete sich aus ihrem Ursprungsland Norwegen nach Schweden über Dänemark, Livland, Russland und Preußen bis nach Sachsen aus. Im schwedischen Reichsritterbuch werden drei Stammlinien aufgeführt, hierzu gehören Bagge af Berga, Bagge af Boo (im Mannesstamm erloschen) und Bagge af Söderby.

## Geschichte

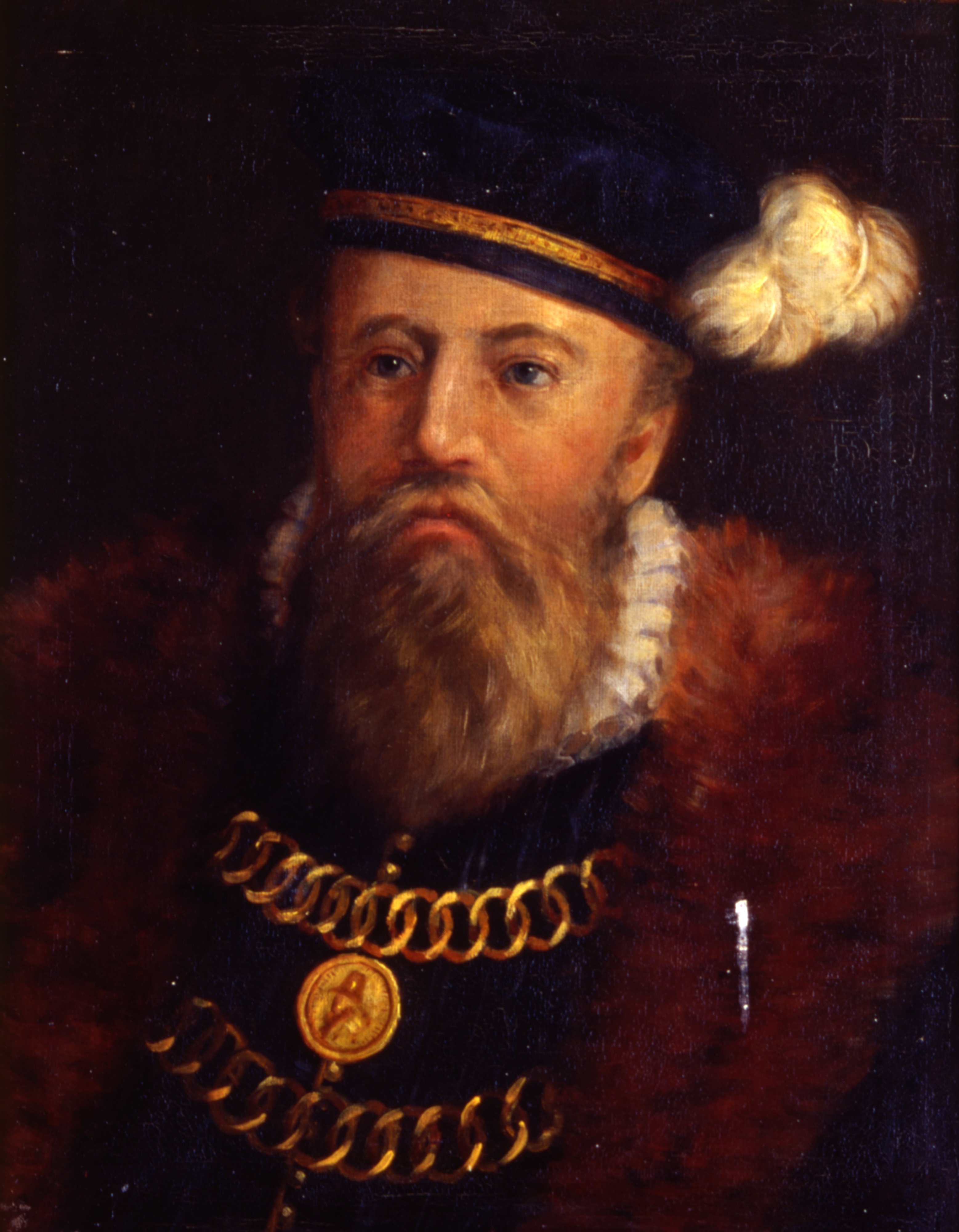
Admiral Jakob Bagge

Das Geschlecht der Bagges, das sich zuerst „Baggr“ schrieb, war insgesamt in neun Linien auf die skandinavischen Königreiche verteilt. In Norwegen stiegen sie zu höchsten Reichsämtern auf. Eric Baggr, der im Jahre 1227 erschlagen wurde, war Jarl gewesen. Sein Urenkel Harald Sieverson Baggr wurde 1388 norwegischer Reichsrat, ebenso dessen Enkel Olof Knutsson (um 1400). Urahn des Adelsgeschlechts „Baage af Boo“ ist ebendieser Adelige Olaf Knutsson Bagge, der aus Norwegen stammte und sich um 1400 im schwedischen Halland niederließ. Sein Sohn Tord Olafssön Bagge diente 1518 als dänischer Hauptmann während der Belagerung Stockholms und wechselte 1522 zur schwedischen Seite. 1523 wurde er Schlosskommandant in Wiborg. Er war mit der norwegischen Adligen Ingeborg Jakobsdotter verheiratet und starb 1534. Ihm folgte sein Sohn Jakob Bagge der Ältere (1502–1577), der als berühmter Seefahrer und Admiral in die schwedische Geschichte einging. Mit seiner, im Jahre 1556 erfolgten Erhebung in den schwedischen Adelsstand führte er den Namen „Bagge af Boo“ (Bagge von Boo). Dessen beiden Söhne Johann (1548? – 1636) und Jakob der Jüngere (1538–1611) waren ebenfalls schwedische Admirale, wobei Jakob auch Schlosskommandant in Stockholm war.
Die schwedische Linie setzte sich mit Johann fort, er war mit Marta Eriksdotter († 1604) verheiratet. Sein Sohn Erik, dessen Lebensdaten unbekannt sind, heiratete Brita Lind und übersiedelte nach Deutschland, während dessen Sohn Erich als livländischer Rittmeister die baltische Linie gründete. Erich Bagge von Boo (1676–1698) war mit Dorothea von Vietinghoff verheiratet und erlangte somit die familiären Verbindungen zum baltischen Adel. In männlicher Nachfolge führte der Kammerjunker Leutnant Carl (1671–1774) die Stammeslinie fort, er erhielt 1731 in Pilten das Indigenat für das Herzogtum Kurland und Semgallen, seine Söhne waren der Kammerjunker Gustaf Ludwig Johann (1703–1765) und der Komponist, Musiker und preußische Kammerherr Charles-Ernest de Bagge (1722–1791), der unter anderem bei Friedrich Wilhelm II. (1744–1797) in Diensten stand. Es folgten im Stamm von Gustav Ludwig Johann:
- Carl Johann Gustaf Ludwig Bagge von Boo, Mannrichter in Pilten, Kurland (1732–1806), verh. mit Anna Sybilla von Medem (1728–1784)
  - Gustav Eberhard Bagge von Boo (1761–1829), verh. mit Agnes Sybilla von Buchholtz (1756–1836)
    - Wilhelm Ewald Bagge von Boo (1792–1871), verh. mit Lydia Catharina von Behr (1807–1868)
      - Hermann (Harry) Carl Gustav Bagge von Boo, Kreismarschall, Gouvernements-Adelsmarschall für das Gouvernement Kurland (1827–1897), verh. mit Friedricke Louise Gräfin von Moltke (1834–1890)
        - Carl Wilhelm Adam Joachim Bagge von Boo (1856–1894), verh. mit Anna Louise von der Recke (* 1883)
          - Hermann (Harry) Nikolaus Olaf Bagge von Boo (29. April 1886–18. August 1953), Rittmeister a. D., verh. mit Lucie Julie von Engelhardt (5. Oktober 1883 – 23. Dezember 1971)
            - Erich Georg Bagge von Boo (5. September 1910 – 29. Juli 1982)
            - Georg Olaf Bagge von Boo (9. Januar 1915 – 21. Januar 1944) als deutscher Major i. G. im Zweiten Weltkrieg gefallen.[5][6]

Die Grabstätten von Hermann (Harry) Nikolaus und dessen Ehefrau Lucie Julie geborene von Engelhardt sowie dessen beiden Söhnen Erich Georg und Georg Olaf, Träger des Deutschen Kreuzes in Silber, befinden sich auf dem russisch-orthodoxen Friedhof in Berlin-Tegel.
in Sachsen
- August Friedrich von Bagge († 17. September 1800), kursächsischer Generalmajor

## Wappen
Das alte Stammwappen, welches die Baggr’s bereits in Norwegen führten, war ein aufrecht stehender schwarzer Bär im goldenen Felde, auf dem Helm erhoben sich zwei schwarze Bärenklauen. König Gustav I. Wasa von Schweden bestätigte es im Jahre 1554. König Erich XIV. von Schweden erweiterte 1565 das Wappen als Erinnerung an die berühmten Seeschlachten bei Bornholm: ein gold- und silber quer geteilters Wappenschild, in welchem oben ein heraufsteigender schwarzer Bär mit offenem Rachen erscheint, unten liegen 3 rote Kartätschenkugeln, 2 und 1 geordnet. Auf dem Helme ruht ein mit rot und Silber gewundener Bund, besteckt mit 3 roten Fahnen, die oben einen Knopf tragen, jede Fahne ist mit einem gleichen silbernen Kreuz (als die dänische Orlogflagge) belegt. Dazwischen erheben sich zwei auswärts gekehrte schwarze Bärentatzen. Die Helmdecke ist rot und silbern.